# يانيك شنايدر
يانيك شنايدر (بالألمانية: Jannik Schneider)‏ (12 فبراير 1996 بألمانيا - ) هو لاعب كرة قدم ألماني في مركز الدفاع. لعب مع فورتونا كولن.

## روابط خارجية
- يانيك شنايدر على موقع قاعدة بيانات كرة القدم.إي يو (الإنجليزية)
- يانيك شنايدر على موقع عالم كرة القدم.نت (الإنجليزية)